# 正しい未来党
正しい未来党（ただしいみらいとう、韓国語: 바른미래당）は、かつて存在した韓国の政党。

## 沿革
2018年2月13日、当時国会における第3党であった国民の党と、第4党であった正しい政党が合同することによって結成された。政党名は、当初「未来党」と発表されていたが、別の政治団体が先行して「未来党」を略称として届け出たため、「正しい未来党」に改められた。なお、国民の党内で統合に反対していたグループは統合直前に離党し、民主平和党を結成した。
共同代表には国民の党出身の朴柱宣と正しい政党出身の劉承旼が就任した。
しかし、同年6月13日に行われた第7回全国同時地方選挙と国会議員再補欠選挙では擁立した候補者全員が落選し、惨敗した。これを受け朴・劉両共同代表は代表を辞任し、非常対策委員長に金東喆が就任した。
9月2日、後任を決める代表選挙が行われ、孫鶴圭・河泰慶・李俊錫の中から、孫鶴圭が新代表に選出された。
2019年4月22日に公職選挙法改正案と高位公職者犯罪捜査処設置に伴う関係法案が発議されると、法案の処理を巡って国民の党系党指導部と法案通過に消極的な正しい政党系劉派議員との間で対立が激化した。その結果、党指導部と対立した議員が大挙離党し、新しい保守党と未来に向けた前進4.0を結成した。
2020年に入り第21代総選挙を見越した政党再編の動きが活発化すると、正しい未来党は同じ中道右派性向を有する民主平和党及び代案新党と合併する道を検討した。その結果、2020年2月15日に三党は合同して新党「民主統合党」を結成することで合意し、若干の修正を経て2月24日に民生党が結成され正しい未来党は消滅した。

## 政治的立場
全般的に自由主義と保守主義が混ざった傾向を示している。
彼らは政治改革と民生経済を掲げるなど、自由主義的な色彩を見せているが、同性愛に反対するなど、多少保守主義的な色彩も存在する。
社会的にはかなり保守的な性向を持つが、新しい保守党や自由韓国党のような「保守・右派」系統の政党よりは共に民主党のような「自由・中道」性向の政党により親和的であった。

## 対日姿勢
2018年11月、日本の安倍晋三首相による徴用工訴訟問題に対する発言について厳しく批判。公式ホーページにて「恥知らずの言葉と言わざるを得ない。いつまで妄言で強制徴用被害者たちの恨みから目を背け続けるのか」と論評した。